# École spéciale des travaux publics, du bâtiment et de l’industrie

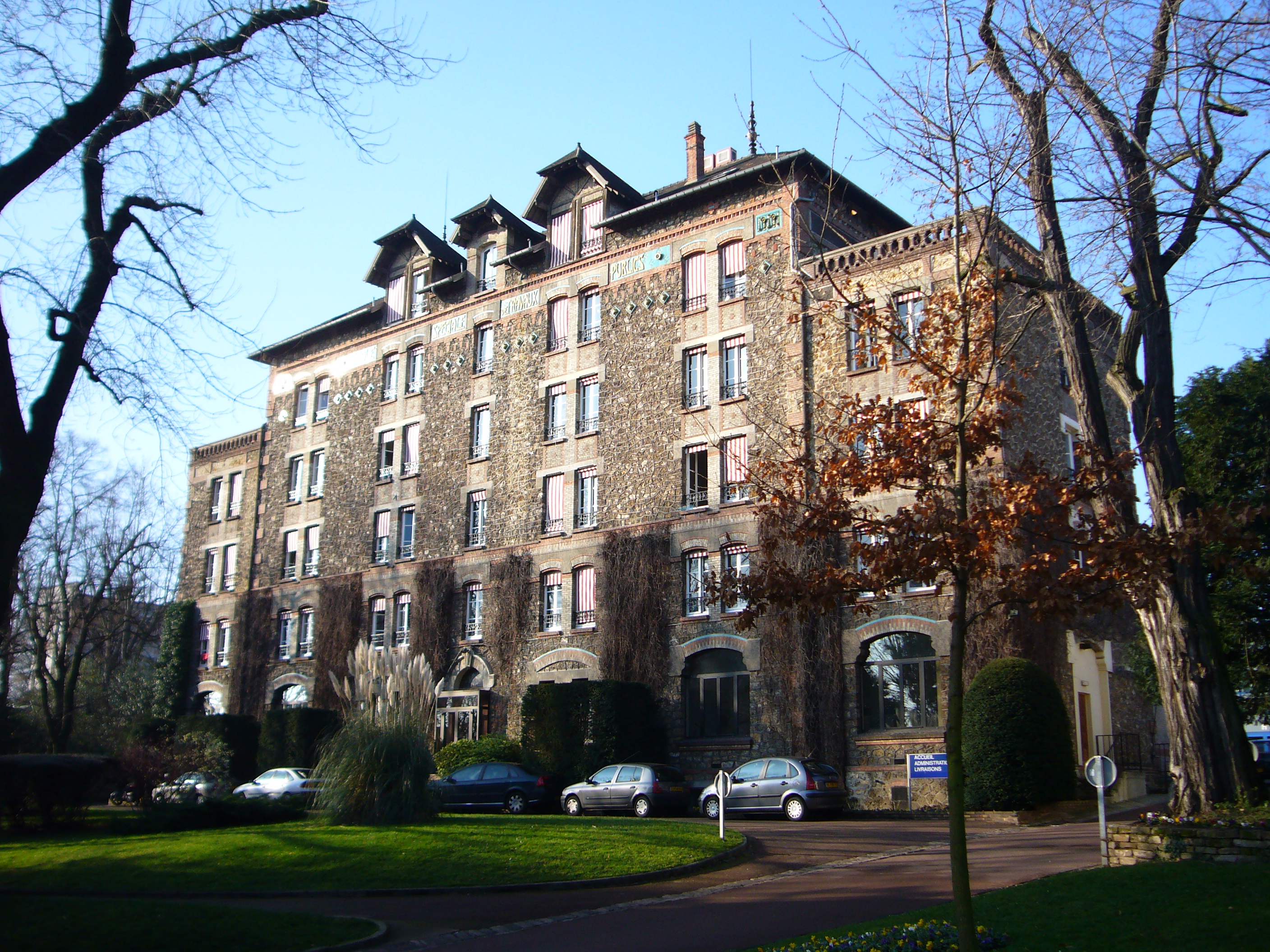
Gebäude der ESTP in Cachan, heute Studentenwohnheim

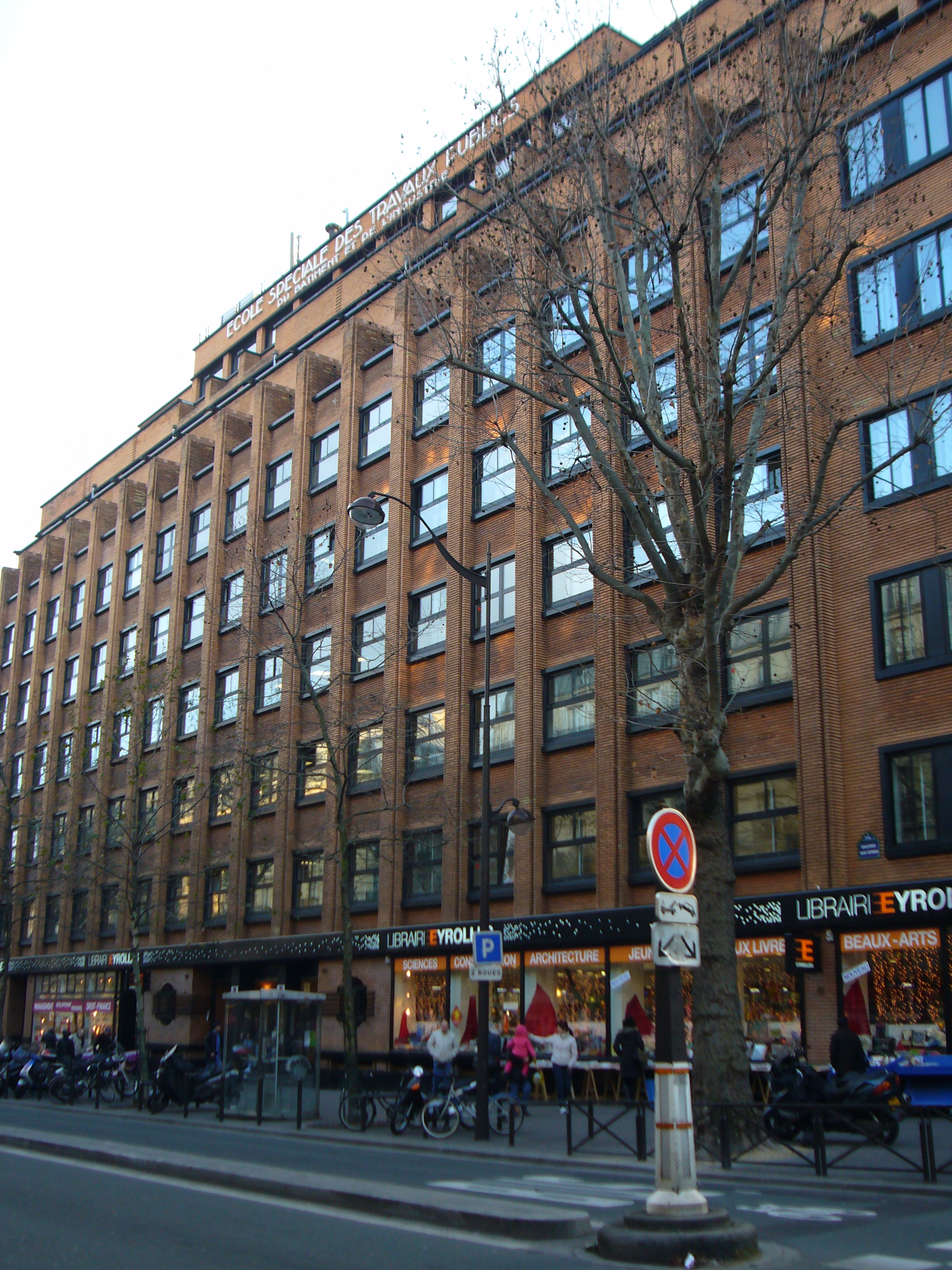
Ehemaliges Gebäude der ESTP auf dem Boulevard St. Germain in Paris

Die École Spéciale des Travaux Publics du Batiment et de l’Industrie (ESTP) ist eine private und gemeinnützige Ingenieursschule (grande école), die ausschließlich auf das Bauwesen spezialisiert ist. Die Ausbildung im Präsenzstudium findet seit 2011 auf dem 6 Hektar großen Campus in Cachan, in der südlichen Peripherie von Paris, die Erwachsenenausbildung seit 2012 in der Rue Charras im 9. Arrondissement von Paris statt. Seit 2017 gibt es auch einen Standort in Troyes. Früher befand sich die ESTP auf dem Boulevard Saint-Germain in Paris. Die ESTP ist Mitglied der Conférence des Grandes Écoles (CGE). Seit 1999 ist sie mit der staatlichen École Nationale Supérieure d’Art et Metiers (ENSAM) assoziiert. Die ESTP ist Mitglied des Universitätsverbundes Université Paris-Est.

## Studienangebot
Mit Beginn des Studienjahres 2017/2018 hatte die ESTP 2.700 eingeschriebene Studenten. Davon studierten 2.500 Studenten in den traditionellen Studiengängen, die auf der zweijährigen Vorbereitungsschule „Classe préparatoire“ (zwei Jahre nach dem Abitur) aufbauen. Sie führen in drei weiteren Jahren zum Diplom. Folgende Studienrichtungen werden von der ESTP angeboten:
- Bauingenieur (Infrastruktur und Tiefbau) – Travaux publics (TP),
- Bauingenieur (Hochbau) – Bâtiment (B),
- Haustechnikingenieur – Génie Mécanique, électrique et efficacité énergétique (GME),
- Vermessungsingenieur – Topographie (T),
- Ingenieur für energetisches Bauen und Nachhaltigkeit – Ingenieur en Genie Energétique de la Construction Durable (GECD).

Im dritten und damit letzten Studienjahr werden Vertiefungen in den fünf genannten Studienrichtungen gewählt. Insgesamt werden 14 verschiedene Vertiefungen angeboten. Als Beispiele werden genannt: Tragwerksberechnung, Ingenieurdesign von Tragwerken, Immobilienentwicklung, Straßenbau, Nachhaltige Bauwerke und nachhaltige Städte, Bauingenieurwesen für nukleare Nutzungen, Bauphysik, Ingenieurwesen im internationalen Bezug oder BIM.
Als private Universität verlangt die ESTP Studiengebühren. Diese betragen 2017 für das Ingenieurstudium 7.725 EUR, für das Ingenieur-Architektur-Studium zwischen 8.050 EUR und 8.400 EUR und für die Ausbildung als Bauleiter 5.750 EUR jährlich. Etwa 30 % der Studenten erhalten Stipendien.
In den fünf Studienrichtungen wurden in den vergangenen Jahren jährlich etwa 700 staatliche Ingenieur-Diplome vergeben.
Zusätzlich werden in einer zweijährigen Ausbildung Bautechniker (Conducteur de Travaux) ausgebildet. Voraussetzung zur Aufnahme ist ein Abiturabschluss (bac + 2).
Etwa 50 % der jährlichen Bauingenieurabsolventen in Frankreich (mit fünfjähriger Ausbildung nach dem Abitur) haben an der ESTP studiert. Seit ihrer Gründung kann die ESTP rund 45.000 Absolventen vermelden.
Doppeldiplome werden mit fünf französischen Hochschulen, in Deutschland mit der TU Dresden und weltweit mit 12 weiteren renommierten Universitäten angeboten. Es bestehen Partnerschaften zu weltweit 67 Universitäten und anderen Institutionen.

## Geschichte
Die École Spéciale des Travaux Publics wurde 1891 durch Léon Eyrolles auf private Initiative mit dem Ziel gegründet, generalistische Ingenieure für die damals aufkommende Industrie auszubilden. Seit 1904 Campus in Cachan mit Werkstätten, Laborgebäuden und Studentenwohnheimen. Standort bis 2011 Boulevard St. Germain in Paris. 2011 Umzug nach Cachan, nachdem dort zahlreiche Gebäude neu errichtet wurden.

## Leitung
- Léon Eyrolles (1891–1945)
- Marc Eyrolles (1945–1978)
- Serge Eyrolles (1978–2008)
- Florence Darmon (seit 2008)

## Bekannte Absolventen
- Kalla Ankourao (* 1946), Politiker
- Saïd Ben Saïd (* 1966), Filmproduzent
- Moshé Feldenkrais (1904–1984), Begründer der Feldenkrais-Methode
- Nicolas Grunitzky (1913–1969), Politiker
- David Lappartient (* 1973), Politiker und Radsportfunktionär
- Jean Miotte (1926–2016), Maler und Illustrator
- Alfred von Pischof (1882–1922), Flugpionier